# 伊藤謙三
伊藤 謙三（いとう けんぞう、1898年（明治31年）11月24日 - 1966年（昭和41年）9月25日）は、日本の実業家。初代大建木材工業社長。

## 人物
1920年に高千穂高等商業学校（現高千穂大学）を卒業し、同年よりアメリカ合衆国に留学。1923年ハーバード大学卒業。1924年丸紅商店入社。
1937年丸紅商店大阪支店貿易部長。1939年丸紅商店上海支店長。1940年丸紅商店取締役。1941年三興貿易部長。1942年三興取締役。
1944年大建産業林業部長。1945年に大建産業林業部が大建木材工業として独立すると、同社初代社長に就任した。伊藤忠商事の大株主でもあった。

## 親族
父は伊藤忠三元丸紅商店会長。伊藤忠創業者の伊藤忠兵衛は祖父。三興線材工業社長を務めた伊藤茂八郎は義兄。